# عبدالحسین حائری
عبدالحسین حائری (۱۳۰۶–۱ شهریور ۱۳۹۴) کتاب‌شناس، فهرست‌نگار و نسخه‌پژوه ایرانی بود.

## زندگی
در همان کودکی، قرآن و خواندن و نوشتن را در مکتب فراگرفت. سپس نزد پدرش، مقدمات عربی و بعضی کتاب‌های لغت و دروس مدرسه‌ای را خواند. سپس سطوح عالی فقه و اصول را تا سن نوزده سالگی نزد اساتیدی چون مرتضی حائری (دایی‌اش)، محمد صدوقی، سید محمدرضا گلپایگانی به پایان رساند. بعد از آن نزد کسانی همچون آیات عظام محمدتقی خوانساری، صدرالدین صدر، محمد حجت و حسین طباطبایی بروجردی دروس خارج را گذراند و در سن ۲۴ سالگی به درجه اجتهاد نائل شد. سپس به تهران آمد. هفده سال عضو هیئت مؤلفان لغت‌نامه دهخدا بود و بر چاپ چند جلد از آن نیز نظارت داشت. حائری بیش از نیم قرن (از سال ۱۳۳۱) در کتابخانه مجلس شورای اسلامی مشغول به خدمت بوده و نزدیک به ۲۰ سال از این دوران را عهده‌دار سمت ریاست کتابخانه مجلس بوده‌است. وی صاحب نظریه «بازنویسی تاریخ علم بر اساس بازنویسی فهارس نسخ خطی» است که جایزه‌ای جهانی را نیز برای وی به ارمغان آورده‌است. همایش «نکوداشت استاد عبدالحسین حائری» سه شنبه ۲۶ شهریور ۱۳۹۲ از سوی کتابخانه، موزه و مرکز اسناد مجلس شورای اسلامی به پاس بیش از نیم قرن فعالیت وی در عرصه نسخه‌های خطی و فهرست‌نویسی برگزار شد.

## خانواده
او فرزند میرزا احمد حائری و نوه دختری عبدالکریم حائری یزدی است. عبدالهادی حائری برادر اوست.